# Которець
Которець (рос. Которец) — присілок в Людиновському районі Калузької області Російської Федерації.
Населення становить 33 особи. Входить до складу муніципального утворення Присілок Ігнатовка.

## Історія
Від 2004 року входить до складу муніципального утворення Присілок Ігнатовка.

## Населення
| 2002 | 2010 |
| ---- | ---- |
| 43   | ↘33  |